# Žeravica
Žeravica je naseljeno mjesto u sastavu općine Bosanska Gradiška, Republika Srpska, BiH.

## Stanovništvo
| Žeravica           |             |
| Godina popisa      | 1991.       |
| Srbi               | 86 (25,67%) |
| Hrvati             | 8 (2,39%)   |
| Muslimani          | 76 (22,69%) |
| Jugoslaveni        | 67 (20,00%) |
| ostali i nepoznato | 98 (29,25%) |
| ukupno             | 335         |